# راوشنبرغ
راوشنبرغ هسن (بالألمانية: Rauschenberg, Hesse) هي بلدة، مدينة و بلدة ألمانية تقع في ألمانيا في Marburg-Biedenkopf. يقدر عدد سكانها بـ 4,648 نسمة .

## المدن التوأمة
مدن Westende و Middelkerke هي مدن توأمة لـراوشنبرغ هسن.